# Hometown Jamboree
Het Hometown Jamboree was een Amerikaans country-programma, dat werd uitgezonden door KXLA uit Los Angeles.

## Geschiedenis
De Hometown Jamboree werd in 1949 in het leven geroepen door de countrymuzikant Cliffie Stone. Het was daarmee feitelijk de opvolger van Dinner Bell Roundups, ook uitgezonden door KXLA. Het vertegenwoordigde het begin van de succesvolle serie westkust-shows zoals de Town Hall Party, Ranch Party van Tex Ritter en de California Hayride. Vanaf het begin was de Hometown Jamboree zeer populair en werd later ook uitgezonden op de televisie. Aanvankelijk vonden de shows plaats in het American Legion Stadium in El Monte. Na vijf jaar verhuisde men naar de Harmony Park Ballroom in Anaheim.
De huisband van de Hometown Jamboree bestond uit veel getalenteerde en bekende muzikanten uit de toenmalige periode, zoals Merle Travis, Speedy West, Jimmy Bryant en Billy Strange. Cliffie Stone fungeerde naast zijn bezigheid als producent en promotor van de show ook als presentator. Veel succesvolle country-muzikanten waren lid van de show, zoals Ferlin Husky, Tennessee Ernie Ford, Eddie Kirk, Charlie Aldrich, Red Sovine en Johnny Horton.
In 1959 werd de Hometown Jamboree na tien jaar uitzending stop gelegd. Veel van de ensembleleden hadden de show en zelfs de westkust verlaten en hielden zich bezig met andere projecten.

## Gasten en leden
- Tex Ritter
- Skeets McDonald
- Ferlin Husky
- Speedy West
- Jimmy Bryant
- Johnny Horton
- Tennessee Ernie Ford
- Merle Travis
- Joe Maphis & Rose Lee
- The Drifting Pioneers
- Sammy Masters
- Red Sovine
- Billy Strange
- The Boone County Buccaneers
- Betsy Gay
- Jenks 'Tex' Carman
- Molly Bee
- Curly Fox
- Herman the Hermit
- Girls of the Golden West
- Tommy Sands
- The Armstrong Twins